# Niżnie Solnisko

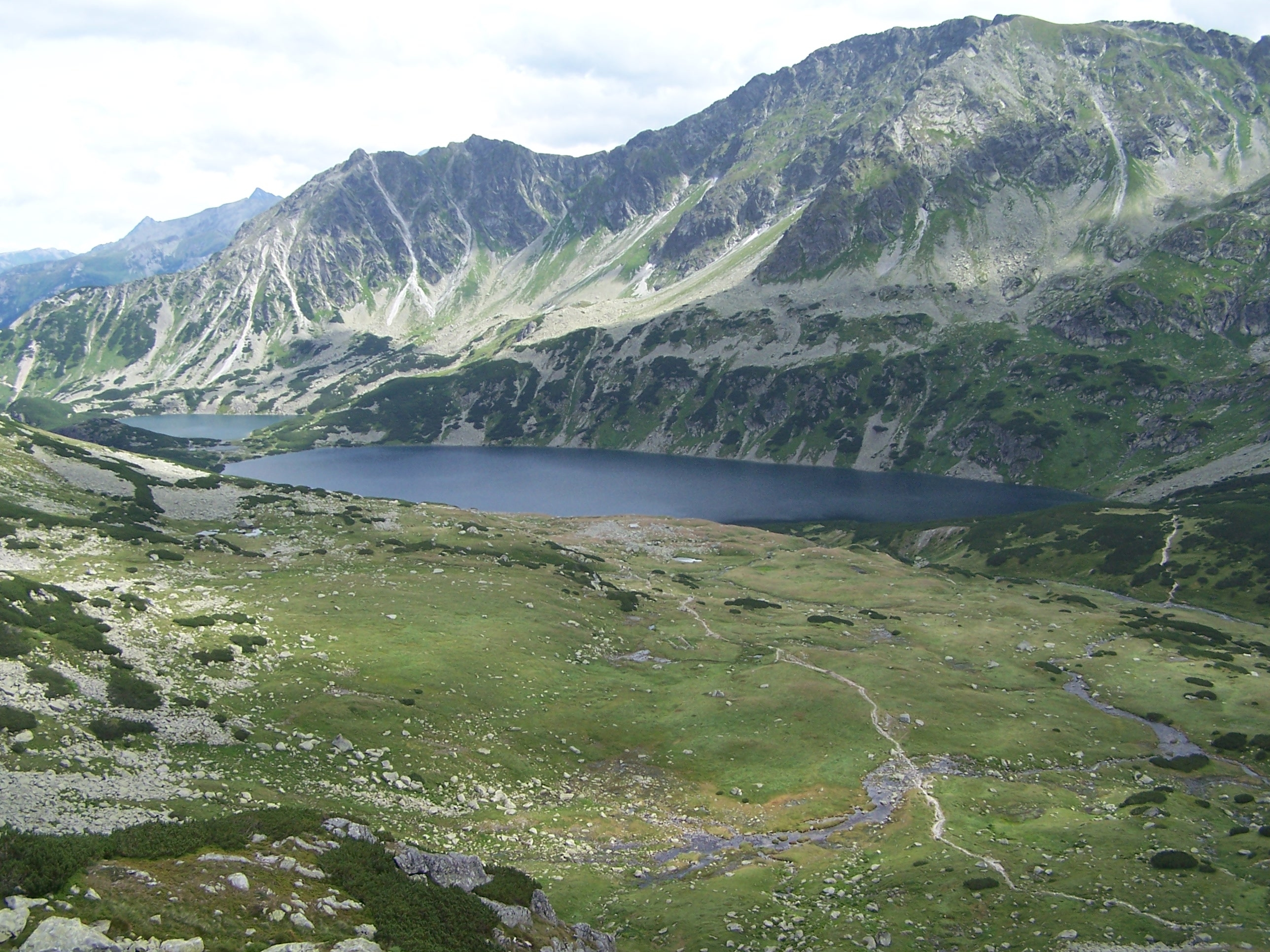
Wyżnie i Niżnie Solnisko nad Wielkim Stawem

Niżnie Solnisko – rówień w Dolinie Pięciu Stawów Polskich w Tatrach Wysokich, znajdująca się w jej największym rozszerzeniu. Jest to stosunkowo płaski teren przy niebieskim szlaku turystycznym prowadzącym dnem tej doliny, pomiędzy jego skrzyżowaniem z czarnym szlakiem na Kozi Wierch i żółtym na Szpiglasową Przełęcz.
Nazwą solnisko określano miejsca, w których wykładano sól dla wypasanego na hali bydła i owiec. W Dolinie Pięciu Stawów Polskich jest jeszcze kilka takich miejsc: Nowe Solnisko, Wyżnie Solnisko i Stare Solnisko. Nazwy te miały użytkowe znaczenie w czasach, gdy istniała tutaj Hala Pięć Stawów, po zniesieniu pasterstwa są nadal umieszczane na mapach, ale mają już znaczenie głównie historyczne.

## Szlaki turystyczne
– niebieski, przebiegający przez Dolinę Pięciu Stawów Polskich i prowadzący na Zawrat. Czas przejścia od schroniska na Niżnie Solnisko około 30 min.